# Passerida
A Passerida a madarak osztályának verébalakúak (Passeriformes) rendjén belül a verébalkatúak (Passeri) alrendjének egyik újabban elkülönített ága.

## Rendszerezés
Az alrendágba az alábbi 12 öregcsalád és 48 család tartozik:

### Melanocharitoidea
- bogyókapófélék (Melanocharitidae) – 10 faj

### Cnemophiloidea
- Cnemophilidae - 3 faj

### Callaeoidea
- Notiomystidae – 1 faj
- kokakófélék (Callaeidae) – 3 faj
- cinegelégykapó-félék (Petroicidae) – 46 faj

### Sylvioidea
- Hyliotidae – 4 faj
- Stenostiridae – 7 faj
- Függőcinege-félék (Remizidae) – 13 faj
- Cinegefélék (Paridae) – 56 faj
- Panuridae – 1 faj
- Pacsirtafélék (Alaudidae) – 92 faj
- Nicatoridae – 3 faj
- Macrosphenidae – 20 faj
- Szuharbújófélék (Cisticolidae) – 123 faj
- Tücsökmadárfélék (Locustellidae) – 66 faj
- Nádiposzátafélék (Acrocephalidae) – 61 faj
- Donacobiidae – 1 faj
- Madagaszkári poszátafélék (Bernieridae) – 11 faj
- Pnoepygidae – 6 faj
- Fecskefélék (Hirundinidae) – 84 faj
- Bülbülfélék (Pycnonotidae) – 152 faj
- Óvilági poszátafélék (Sylviidae) – 63 faj
- Pápaszemesmadár-félék (Zosteropidae) – 97 faj
- Timáliafélék (Timaliidae) – 270 faj
- Pellorneidae
- Leiothrichidae
- Őszapófélék (Aegithalidae) – 13 faj
- Füzikefélék (Phylloscopidae) – 77 faj
- Hyliidae – 2 faj
- Berkiposzátafélék (Cettiidae)  – 34 faj
- Scotocercidae – 1 faj
- Erythrocercidae – 3 faj

- Bizonytalan helyzetű nem
  - Malia (Schlegel, 1880) – 1 faj 
    - mohamadár (Malia grata)

### Reguloidea
- királykafélék (Regulidae) – 6 faj

### Bombycilloidea
- pálmajárófélék (Dulidae) – 1 faj
- selyemgébicsfélék (Hypocoliidae) – 1 faj
- mohófélék (Mohoidae) – 5 faj
- csonttollúfélék (Bombycillidae) – 3 faj
- selymesmadárfélék (Ptilogonatidae) – 4 faj

### Certhioidea
- Tichodromadidae – 1 faj
- csuszkafélék (Sittidae) – 24 faj
- fakuszfélék (Certhiidae) – 8 faj
- szúnyogkapófélék (Polioptilidae) – 15 faj
- ökörszemfélék (Troglodytidae) – 86 faj

### Muscicapoidea
- vízirigófélék (Cinclidae) – 5 faj
- légykapófélék (Muscicapidae) – 277 faj
- pergőlégykapó-félék (Platysteiridae) – 33 faj
- rigófélék (Turdidae) – 177 faj
- seregélyfélék (Sturnidae) – 123 faj
- nyűvágófélék (Buphagidae) – 2 faj
- gezerigófélék (Mimidae) – 34 faj

### Picathartoidea
- gólyalábúvarjú-félék (Picathartidae) – 2 faj
- szirtirigófélék (Chaetopidae) – 2 faj
- Eupetidae – 1 faj

### Hyliotoidea
- Hyliotidae – 4 faj

### Passeroidea
- fokföldi mézevőfélék (Promeropidae) – 2 faj
- Modulatricidae - 3 faj
- virágjárófélék (Dicaeidae) – 48 faj
- nektármadárfélék (Nectariniidae) – 128 faj
- tündérkékmadár-félék (Irenidae) – 2 faj
- poszátalevélmadár-félék (Aegithinidae) – 4 faj
- levélmadárfélék (Chloropseidae) – 11 faj
- bogyókapófélék (Melanocharitidae) – 10 faj
- Urocynchramidae - 1 faj
- Peucedramidae – 1 faj
- szürkebegyfélék (Prunellidae) – 13 faj
- szövőmadárfélék (Ploceidae) – 118 faj
- vidafélék (Viduidae) – 16 faj
- díszpintyfélék (Estrildidae) – 142 faj
- verébfélék (Passeridae) – 42 faj
- billegetőfélék (Motacillidae) – 66 faj
- pintyfélék (Fringillidae) – 142 faj

### Emberizoidea
- Rhodinocichlidae - 1 faj
- sarkantyússármány-félék (Calcariidae) – 6 faj
- sármányfélék (Emberizidae) – 150 faj
- kardinálispintyfélék (Cardinalidae) – 43 faj
- Mitrospingidae - 4 faj
- tangarafélék (Thraupidae) – 152 faj
- verébsármányfélék (Passerellidae) – 134 faj
- újvilági poszátafélék (Parulidae) – 115 faj
- Icteriidae – 1 faj
- csirögefélék (Icteridae) – 99 faj
- Calyptophilidae – 2 faj
- Zeledoniidae – 1 faj
- Teretistridae – 2 faj
- Nesospingidae – 1 faj
- Spindalidae – 4 faj
- Phaenicophilidae – 4 faj
- Átsorolt családok
  - Paramythiidae (Sclaterg, 1893) – 2 faj
  - gyapjasmadárfélék (Drepanididae; Cabanis, 1847) – 34 faj
  - sárgáscukormadár-félék (Coerebidae; Linnaeus, 1758) – 1 faj
  - pergőlégykapó-félék (Platysteiridae; Sundevall, 1872) – 33 faj